# Sofia Ionescu
Pour les articles homonymes, voir Ionescu.
Sofia Ionescu-Ogrezeanu (née à Fălticeni le 25 avril 1920 et morte à Bucarest le 21 mars 2008) est une neurochirurgienne roumaine et considérée comme l'une des premières neurochirurgiennes au monde.

## Biographie
Sofia (Gherghina) Ionescu est née à Fălticeni, Suceava, fille de Constantin Ogrezeanu, caissier de banque, et Maria Ogrezeanu, femme au foyer. Elle a fréquenté l'école primaire dans sa ville natale, après quoi elle a suivi les six premières classes du lycée de filles Fălticeni et les deux dernières à l'école centrale de filles Marica Brâncoveanu de Bucarest obtenant son baccalauréat en 1939.
L'intérêt d'Ionescu pour la médecine commence après avoir rencontré Aurelia Dumitru, l'une de ses meilleures amies et son père, le Dr Dumitru. La mort de l'une de ses camarades de classe, morte à Paris en raison d'une infection après une opération au cerveau, la pousse à s'inscrire à l'école de médecine.

## Éducation
En 1939, soutenue par sa mère, Sofia Ionescu postule à l'école de médecine de Bucarest. Au cours de sa première année de stage, elle étudie l'ophtalmologie. L'année suivante, lors d'une épidémie de typhus, elle séjourne à Suceava dans une clinique mal équipée. Pendant les vacances scolaires, elle se porte volontaire pour s'occuper des prisonniers soviétiques à l'hôpital Stamate de Fălticeni. Elle entre au service chirurgical de l'hôpital, effectuant ses premières opérations chirurgicales, principalement des amputations. 
En octobre 1943, elle devient stagiaire à l'hôpital Nr. 9 à Bucarest. En 1944, lors du bombardement de Bucarest, en raison du manque de personnel médical, elle a été forcée de procéder à une opération cérébrale d'urgence sur un garçon blessé. En 1945, elle est certifiée en médecine et en chirurgie.

## Carrière
Sofia Ionescu a été neurochirurgienne pendant 47 ans à l'hôpital Nr. 9, formant une équipe avec Ionel Ionescu et Constantin Arseni, sous la direction de Dumitru Bagdasar. Ensemble, ils ont formé la première équipe neurologique de Roumanie, surnommée « l'équipe d'or », qui a contribué au développement de la neurochirurgie en Roumanie.
En 1970, l'épouse préférée du cheikh d'Abu Dhabi est tombée malade. Comme un homme ne peut pas entrer dans le harem, une femme médecin est indispensable. De fait Sofia Ionescu est appelée et reste une semaine aux côtés de la femme qui est guérie. En guise de récompense, le cheikh lui donne 2 000 dollars et un onéreux bijou.
En 1996 elle est devenue membre de la Société roumaine d'histoire médicale et le 29 mars 1997, membre émérite de l'Académie des sciences médicales.
Sofia Ionescu est morte à Bucarest le 21 mars 2008,.